# 원성
원성(袁成, ? ~ ?)은 중국 후한 말의 정치인이다. 자는 문개(文開)이며 예주 여남군 여양현(汝陽縣) 사람이다. 명문 원가 사람으로 명성을 날렸으며 원소의 양아버지이기도 하다.

## 생애
증조부 원안 이래 4대가 삼공에 오른[사세삼공, 四世三公] 명문 집안에서 원탕(袁湯)의 둘째 아들로 태어나 그 명성이 높았다. 하북에서 세력을 형성했던 원소의 양아버지이기도 하다. 본래 원소는 원성 동생 원봉의 얼자였다. 조정에서 좌중랑장(左中郞將)을 지냈으며 사람됨이 강건하고 자신을 잘 다스려 대장군 양기 등 귀척대신, 권세가들과도 잘 어울렸다. 그의 말을 듣지 않는 이가 없어서 수도 낙양에서는 "일이 풀리지 않으면 문개(文開 : 원성의 자)를 찾으라"는 말이 퍼질 정도였다. 일찍 죽었기에 아버지의 후사는 동생 원봉이 이었다.

## 가계
- 형제 : 원평, 원봉, 원외
  - 양아들 : 원소
    - 손자 : 원담, 원희, 원상

## 참고 문헌
- 화교(華嶠), 《한서》 ; 배송지 주석, 《삼국지》6권 위서 제6 원소에서 인용